# Rosastrupig droppastrild
Rosastrupig droppastrild (Hypargos margaritatus) är en fågel i familjen astrilder inom ordningen tättingar.

## Utseende och läte
Rosastrupig droppastrild är en liten och rund astrold med rosa på övergumpen och vita fläckar på buken. Hanen har rosa på ansiktet och strupen samt brun hjässa. Hpnan har mestadels grå undersida. Liknande rödstrupig droppastrild har grå hjässa, ej brun, och är vinröd på strupen hos hanen, orangeskär hos honan. Lätet är en distinkt ljus och insektslik drill, "tet-tet-tet-tet...", med åtta till tio toner, ofta avyttrat under uppflog.

## Utbredning och systematik
Fågeln förekommer i nordöstra Sydafrika (Limpopo söderut till KwaZulu-Natal), östra Swaziland och södra Moçambique (söder om floden Save). Den behandlas som monotypisk, det vill säga att den inte delas in i några underarter.

## Levnadssätt
Rosastrupig droppastrild hittas i buskage, torra skogar och sandskogar. Där födosöker de på marken och för en anspråkslös tillvaro. När de skräms upp tar de tillflykt under ett närbeläget tätt buskage.

## Status
Arten har ett stort utbredningsområde och beståndet anses vara stabilt. Internationella naturvårdsunionen IUCN listar den därför som livskraftig (LC).